# Novi fosili
Novi fosili (översatt De nya fossilerna) var en kroatisk popgrupp som var mycket populär i det forna Jugoslavien. 
Gruppen bildades i Zagreb år 1969 men den första framgången för musikgruppen kom år 1976 då kompositören Rajko Dujmić blev med i bandet. Samma år spelade Novi fosili på Splits musikfestival där låten Diridonda blev en stor hit genom landet. Den första sångaren var Đurđica Barlović, men år 1984 togs platsen över av Sanja Doležal.
År 1987 representerade gruppen Jugoslavien i Eurovision Song Contest. Låten Ja sam za ples kom på fjärde plats. Detta framträdande gjorde att deras popularitet ökade både internationellt och nationellt.
Gruppen splittrades år 2001 och de forna medlemmarna fortsatte som soloartister eller startade nya band. Rajko Dujmić blev senare en av de mest kända kroatiska låtskrivarna. Gruppens sångare, Sanja Doležal, är idag programledare för sin egen talkshow Sanja.

## Diskografi
- 1978 – Da te ne volim
- 1980 – Nedovršene priče
- 1981 – Budi uvijek blizu
- 1981 – Hitovi sa singl ploča
- 1982 – Za djecu i odrasle
- 1983 – Poslije svega
- 1983 – Volim te od 9 do 2 i drugi veliki hitovi
- 1985 – Tvoje i moje godine
- 1986 – Za dobra stara vremena
- 1987 – Dijete sreće
- 1987 – Poziv na ples
- 1988 – Nebeske kočije
- 1989 – Obriši suze, generacijo
- 1990 – Djeca ljubavi
- 1997 – Bijele suze padaju na grad
- 1998 – Ljubav koja nema kraj